# تامارا شلوفاستووا
تامارا شلوفاستووا (به انگلیسی: Tamara Shelofastova) (زادهٔ ۱۳ ژوئن ۱۹۵۹) شناگر اهل شوروی است.